# تیلور (لوئیزیانا)
تیلور (به انگلیسی: Taylor) یک منطقهٔ مسکونی در ایالات متحده آمریکا است که در لوئیزیانا واقع شده‌است. تیلور ۶۷٫۹۷ متر بالاتر از سطح دریا واقع شده‌است.